# Colby Minifie
Colby Minifie (Nueva York; 31 de enero de 1992) es una actriz estadounidense.  Comenzó a actuar a la edad de once años y era una académica de YoungArts, graduándose de la Universidad de la Ciudad de Nueva York en 2014. Actuó durante cuatro años con el National Dance Institute. Ella ha aparecido dentro y fuera de Broadway, en televisión y en películas.

## Filmografía

### Películas
| Año  | Título                        | Papel             | Notas | Ref.  |
| ---- | ----------------------------- | ----------------- | ----- | ----- |
| 2009 | The Greatest                  | Latent            |       |       |
| 2009 | The Winning Season            | Chica Adolescente |       |       |
| 2010 | Beware the Gonzo              | Melanie           |       |       |
| 2012 | Camilla Dickinson             | Louisa            |       |       |
| 2013 | Deep Powder                   | Snack             |       |       |
| 2016 | Don't Think Twice             | Auditora de Neil  |       |       |
| 2017 | Submission                    | Ruby              |       | [ 7 ] |
| 2018 | Radium Girls                  | Doris             |       |       |
| 2020 | I'm Thinking of Ending Things | Yvonne            |       |       |

### Televisión
| Año           | Título                    | PAPEl                 | Notas                                                         | Ref.  |
| ------------- | ------------------------- | --------------------- | ------------------------------------------------------------- | ----- |
| 2009          | Law & Order               | Sarah                 | Episodio: "Lucky Stiff"                                       |       |
| 2011          | Glee                      | Sue Sylvester (joven) | Episodio: "Mash Off" Escenas eliminadas                       |       |
| 2011          | Eden                      | Sue                   | Episodio: "Pilot"                                             |       |
| 2012          | Nurse Jackie              | Blithe                | Episodio: "Disneyland Sucks"                                  |       |
| 2013          | Law & Order: New York     | Lindsay Bennett       | Episodio: "Girl Dishonored"                                   |       |
| 2013          | The Blacklist             | Chica en el Tren      | Episodio: "Frederick Barnes (No. 47)"                         |       |
| 2014          | The Michael J. Fox Show   | Margot                | Episodio: "Dinner"                                            |       |
| 2014          | Black Box                 | Maddy Temko           | Episodio: "Who Are You?"                                      |       |
| 2015          | Jessica Jones             | Robyn                 | 5 episodios                                                   | [ 2 ] |
| 2018          | Dietland                  | Jasmine               | 2 episodios                                                   |       |
| 2018          | The Marvelous Mrs. Maisel | Ginger                | 5 episodios                                                   | [ 8 ] |
| 2019          | Blindspot                 | Ginny Kelling         | Episodio: "'Ohana"                                            |       |
| 2019          | The Code                  | Sgta. Phoebe Day      | Episodio: "Lioness"                                           |       |
| 2019–presente | The Boys                  | Ashley Barrett        | Rol Recurrente (temporada 1) Principal (temporada 2–presente) | [ 8 ] |
| 2019–2021     | Fear the Walking Dead     | Virginia "Ginny"      | Rol Recurrente, 11 episodios (temporada 5–6)                  |       |

### Teatro
| A̺ño  | Título                                | Papel                | Notas                                        | Ref.                 |
| ---- | ------------------------------------- | -------------------- | -------------------------------------------- | -------------------- |
| 2005 | The Pillowman                         | Chica\Chico suplente | Booth Theatre                                |                      |
| 2012 | Close Up Space by Molly Smith Metzler | Harper               | Manhattan Theatre Club, New York City Center | [ 9 ] [ 10 ]         |
| 2014 | Punk Rock                             | Lilly                | Lucille Lortel Theatre                       | [ 1 ] [ 11 ] [ 12 ]  |
| 2016 | Long Day's Journey into Night         | Cathleen             | American Airlines Theatre                    | [ 13 ] [ 14 ] [ 15 ] |
| 2017 | Six Degrees of Separation             | Tess                 | Ethel Barrymore Theatre                      | [ 16 ] [ 17 ]        |